# Bélai Szent Margit apátság
A Bélai Antiochiai Szent Margit bencés apátság egy középkori bencés kolostor romja Horvátországban, Béla faluban a Ravna gora nyugati részén.

## Fekvése
Béla falutól 1 km-re délre a Brzica-patak feletti ovális alakú platón találhatók a kolostor maradványai.

## Története
A bélai Szent Margit bencés apátság monostorát a 13. században a Tibold nembeli Szencsei („de Zenche”) család építtette. A középkori Szlavónia egyik legjelentősebb monostora volt. Első írásos említése 1234-ben „ecclesia de Grab” néven történt egy, a Pakra-patak menti földbirtok eladásával kapcsolatban keletkezett peres ügyben. Az oklevél megemlíti a monostor patrónusait, a Tibold nembeli Budur fiait, Jakabot és Pétert is. 1337-ben XII. Benedek pápa egy oklevelében a monostor már perjelség székhelyeként („prioratum de Bela”) szerepel. Állapotáról fontos információ egy 1342-es oklevél, melyben a rend kongregációja öt lepusztult állapotú monostor, köztük a bélai újraalapításáról határozott. Béla várát 1440-ben Tallóci Matkó horvát bán oklevelében említik először, mint a bélai bencés apátság birtokát „castrum ac abbaciam Bela” alakban. Az oklevélből kiderül, hogy a monostor épületegyüttese ekkor már fallal volt körülvéve, tehát nem különálló várról van szó. 1481 Eusztáh apát halála után a 15. század utolsó két évtizedére a monostor irányítása világi kezekbe került. 1485-ben közvetve már a jajcai bán uralma alatt volt. Ez az időszak 1513-ig tartott, amikor II. Ulászló király rendeletére visszatérhettek a szerzetesek. A monostorban még 1516-ban is 16 bencés szerzetes élt és megemlítik Péter nevű apátját is. Utána már csak egy apátja volt a monostornak Balázs, aki 1542-ig, a török hódításig, a monostor pusztulásáig töltette be tisztségét.

## Mai állapota
Szent Margit tiszteletére szentelt középkori bencés monostorának alapfalai a falutól 1 km-re délre a Brzica-patak feletti ovális alakú platón találhatók. A platót minden oldalról mély árok fogja közre, kivéve a patak felőli keleti oldalt, ahol a terep meredeken lejt a patak irányában. A helyet a falubeliek Veliki zid, illetve Rimsko groblje néven ismerik, míg a legrégibb kataszteri térképen Gradina Biela a neve. Piller és Mitterpacher 18. századi utazók amikor 1782-ben ezen a vidéken jártak még láthatták az épületegyüttes jelentős romjait, melyeken még a középkori freskók maradványai is láthatók voltak. A romok még mindig álltak a 20. század elején, a neves horvát történész Gjuro Szabo is látta őket. Fennmaradt néhány fénykép is a 20. század eleji állapotról. Ez alapján megállapítható, hogy a monostor temploma különösen nagyméretű volt, akár ezer embert is befogadhatott. A monostort tornyokkal erősített fallal vették körül. Az 1920-as években sajnálatos módon a megmaradt falakat az alapokig lebontották és anyagukat a falut átmenő út feltöltésére használták fel. A maradványok könnyen hozzáférhetők voltak a helyi lakosok számára is, akik ugyancsak hordtak el innét építőanyagot. A falu néhány házának, istállójának falában ma is megtalálhatók a monostor faragott kövei. Az 1970-es évekre már csak az alapok voltak meg, de mára ezeket is benőtte a sűrű növényzet. Felszíni fal nem maradt, csupán néhány mélyedés sejteti, hogy itt valamikor épületek álltak.